# Dacia Manifesto
Dacia Manifesto este un concept de buggy electric cu tracțiune integrală și gardă la sol mare, prezentat oficial de Dacia pe 16 septembrie 2022.

## Descriere
Înainte de premiera oficială, conceptul a fost arătat pe scurt pe 14 septembrie 2022 într-un teaser publicat de Dacia România pe pagina lor de Facebook. A fost prezentat la Salonul Auto de la Paris 2022 alături de restul gamei reîmprospătate.
Modelul poartă noua emblemă a mărcii, care aici este iluminată. Caroseria este realizată dintr-un plastic reciclat numit Starkle și nu are uși, geamuri laterale sau parbriz. Vehiculul, inclusiv interiorul, sunt 100% impermeabile. Conceptul nu va deveni un model de serie și, după cum spun reprezentanții companiei, este un „laborator pentru implementarea celor mai noi idei”.